# Yucatántopptyrann
Yucatántopptyrann (Myiarchus yucatanensis) är en fågel i familjen tyranner inom ordningen tättingar.

## Utseende
Yucatántopptyrannen är en medelstor topptyrann. Den är mycket lik lokala populationen av mörkhättad topptyrann, med ljusa vingband och begränsat med rostrött på stjärtpennornas kanter. Tydligaste skillnaden är ett brett ljusare gråaktigt område runt ögat samt vitare kanter på tertialerna. 

## Utbredning och systematik
Yucatántopptyrann förekommer huvudsakligen på Yucatánhalvön i östra Mexiko, men också söderut till norra Belize och Guatemala samt på ön Cozumel. Den delas in i tre underarter med följande utbredning:
- Myiarchus yucatanensis yucatanensis – förekommer i östra Mexiko (östra Tabasco och norra och centrala Yucatánhalvön)
- Myiarchus yucatanensis lanyoni – förekommer på Cozumel
- Myiarchus yucatanensis navai – förekommer i södra Mexiko (södra Quintana Roo) till norra Belize och Guatemala

## Levnadssätt
Yucatántopptyrann hittas i tropiska skogslandskap och skogsbryn. Den ses huvudsakligen i trädens övre skikt. Likt andra topptyranner samlas den vid fruktbärande träd, särskilt Bursera simaruba.

## Status och hot
Arten har ett stort utbredningsområde, men tros minska i antal, dock inte tillräckligt kraftigt för att den ska betraktas som hotad. Internationella naturvårdsunionen IUCN listar arten som livskraftig (LC). Beståndet uppskattas till i storleksordningen 20 000 till 50 000 vuxna individer.